# Anton Zabolotny
Anton Konstantinovich Zabolotny (en ruso: Анто́н Константи́нович Заболо́тный; Aizpute, Letonia, 13 de junio de 1991) es un futbolista ruso que juega de delantero en el F. C. Spartak de Moscú de la Liga Premier de Rusia.

## Selección nacional
Es internacional con la selección de fútbol de Rusia. Debutó el 7 de octubre de 2017 en un amistoso frente a la selección de fútbol de Corea del Sur.
Fue incluido en la lista preliminar para la Copa Mundial de Fútbol de 2018, sin embargo no partió en la lista definitiva para el mismo.

## Clubes
| Club                            | País  | Año       |
| ------------------------------- | ----- | --------- |
| P. F. C. CSKA Moscú             | Rusia | 2008-2012 |
| F. C. Volgar Astrakhan (cedido) | Rusia | 2010      |
| F. C. Ural (cedido)             | Rusia | 2011      |
| F. C. Dynamo Bryansk (cedido)   | Rusia | 2012      |
| F. C. Ural                      | Rusia | 2013-2014 |
| F. C. Fakel Voronezh            | Rusia | 2014-2016 |
| F. C. Tosno (cedido)            | Rusia | 2016      |
| F. C. Tosno                     | Rusia | 2016-2017 |
| Zenit de San Petersburgo        | Rusia | 2018-2019 |
| P. F. C. Sochi                  | Rusia | 2019-2021 |
| P. F. C. CSKA Moscú             | Rusia | 2021-2024 |
| F. K. Jimki                     | Rusia | 2024-2025 |
| F. C. Spartak de Moscú          | Rusia | 2025-     |

## Palmarés

### Títulos nacionales
| Título                | Club                     | País  | Año  |
| --------------------- | ------------------------ | ----- | ---- |
| Liga Premier de Rusia | Zenit de San Petersburgo | Rusia | 2019 |
| Copa de Rusia         | P. F. C. CSKA Moscú      | Rusia | 2023 |